# Bartflechten-Rindenspanner
Der Bartflechten-Rindenspanner (Alcis jubata), auch Weißlicher Flechtenspanner, Rinden-Bartflechtenspanner oder Bartflechten-Baumspanner genannt, ist ein Schmetterling (Nachtfalter) aus der Familie der Spanner (Geometridae).

## Merkmale

### Falter
Die männlichen Falter haben eine Flügelspannweite von 25 bis 30 Millimetern (23 bis 28 Millimeter) die Weibchen von 28 Millimeter. Die Vorderflügel von Männchen und Weibchen sind in der Grundfarbe weißlich bis weißlich grau. Innere und äußere Querlinie sind wellig, im Verlauf oft knotenartig verdickt. Die Mittellinie ist dagegen nur durch etwas gelängte schwarzbraune Punkte und zum Teil durch eine sehr schwache Linie angedeutet. Sehr deutlich ist der schwarze Diskalfleck und ein schwarzer Kostalfleck am vorderen Ende der äußeren Querlinie ausgebildet. Weitere, meist nicht so scharf begrenzte Flecke sind im apikalen Bereich des Saumfeldes ausgebildet. Gelegentlich ist die subterminale Linie und die Wellenlinie zumindest in der vorderen Flügelhälfte angedeutet. Eine Saumlinie ist sowohl auf den Vorderflügeln wie auch Hinterflügeln meist vorhanden. Auf den Hinterflügeln ist eine deutliche Mittellinie vorhanden, ebenso ein Diskalfleck. Vorder- und Hinterflügel sind mehr oder weniger stark dunkel überstäubt. Daher wirken manche Exemplare sehr dunkel.
Die Männchen haben sägezahnartige Fühler, die Weibchen fadenartige Fühler.

### Ei, Raupe und Puppe
Das gelbgrüne Ei ist länglich oval und hat eine unregelmäßige, feine netzförmige Oberfläche.
Die weißlich grüne Raupe besitzt eine unterbrochene schwarze Rückenlinie und unterbrochene schwarze Nebenrückenlinien. Die Seitenflecke sind ebenfalls schwarz.
Die schlanke, gelbbraune Puppe besitzt einen spitzen Kremaster mit zwei langen Dornen.

## Geographische Verbreitung und Lebensraum
Die Art kommt von der Iberischen Halbinsel und den Britischen Inseln im Westen über Mitteleuropa und das nördliche Südeuropa, die nördliche Balkanhalbinsel, Russland, Sibirien bis zur Amurregion vor. Im Norden reicht das Verbreitungsgebiet bis ins mittlere Fennoskandien. Auf den Kurilen, Sachalin und Japan wird die Nominatunterart von der ssp.melanonota Prout, 1930 vertreten. Die Art hat zwar ein sehr großes Areal, ist jedoch immer selten und sehr lokal verbreitet.
Die Art lebt in Wäldern, hauptsächlich in älteren feuchten Bergwäldern mit reichem Bartflechtenwuchs. Sie steigt in den Alpen bis auf 1600 Meter an.

## Lebensweise
Der Bartflechten-Rindenspanner bildet eine Generation pro Jahr, deren Falter von Ende Juni bis Anfang August (bis Anfang September) fliegen.
Die Falter sind nachtaktiv und kommen, wenn auch spärlich, ans Licht.  Tagsüber ruhen sie in Zweigen oder sitzen auf Stämmen mit Flechtenbewuchs. Sie kommen auch zum Köder. Die Eier werden einzeln oder in kleinen Gruppen von bis zu 12 Stück an den Stängeln der Bartflechten angeheftet. Die Eier haften so fest an den Zweigen, dass sie auch noch nach dem Schlüpfen der Raupen dort verbleiben. Insgesamt werden etwa 200 Eier abgelegt. Ungefähr zwei Wochen nach der Eiablage schlüpft die kleine Raupe. Sie wächst nur sehr langsam und häutet sich zwei- bis dreimal vor Beginn des Winters. Sie ist vor der Überwinterung erst 6 bis 8 Millimeter lang. Zeitig im Frühjahr kommt sie aus ihrem Versteck in den Büscheln der Bartflechten. Allerdings zieht sie sich bei Eintritt von kaltem Wetter wieder in ihr Versteck zurück. Auch im weiteren Verlauf des Frühjahrs und des Frühsommers wächst sie nur langsam weiter und ist erst Ende Juni oder Anfang Juli erwachsen. Die Raupenentwicklung dauert also insgesamt fast 11 Monate, auf die drei anderen Stadien entfällt nur etwa ein Monat. Die Raupe ernährt sich von Bartflechten (Usnea dasypoga oder Gewöhnlichem Baumbart (Usnea filipendula),) die bevorzugt auf Fichte, Tanne und Kiefer wachsen. Für Brandenburg wurden in einer älteren Arbeit hauptsächlich Usnea barbata und Pseudevernia prunastri als Raupennahrung angegeben. Skou gibt noch Alectoria an. Die Verpuppung findet in den Bartflechtenbüscheln in einem losen Gespinst statt.

## Systematik und Taxonomie
Die Art wurde 1788 von Carl Peter Thunberg als Phalaena jubata erstmals wissenschaftlich beschrieben. Die Typlokalität liegt in Deutschland. Die Art wurde später häufig zur Gattung Boarmia Treitschke, 1825 gestellt (siehe z. B.). Heute wird sie in der Gattung Alcis Curtis 1826 eingeordnet.
Die Zeichnung variiert nur wenig. Leraut (2009) unterscheidet daher lediglich eine einzige Form: rauchgraue Exemplare werden als Form f. obscura Fuchs, 1875 bezeichnet.

## Gefährdung
Der Bartflechten-Rindenspanner gilt in Deutschland als vom Aussterben bedroht. Die Situation ist in den einzelnen Bundesländern aber etwas unterschiedlich. Die Art gilt in Sachsen, Thüringen, Brandenburg und Mecklenburg-Vorpommern als ausgestorben oder verschollen, in Bayern als stark gefährdet (Kategorie 2) und in Baden-Württemberg als gefährdet (Kategorie 3). Nach Ebert ist die Art in Baden-Württemberg aber ebenfalls vom Aussterben bedroht.